# Polizei-Dienstauszeichnung (1938)

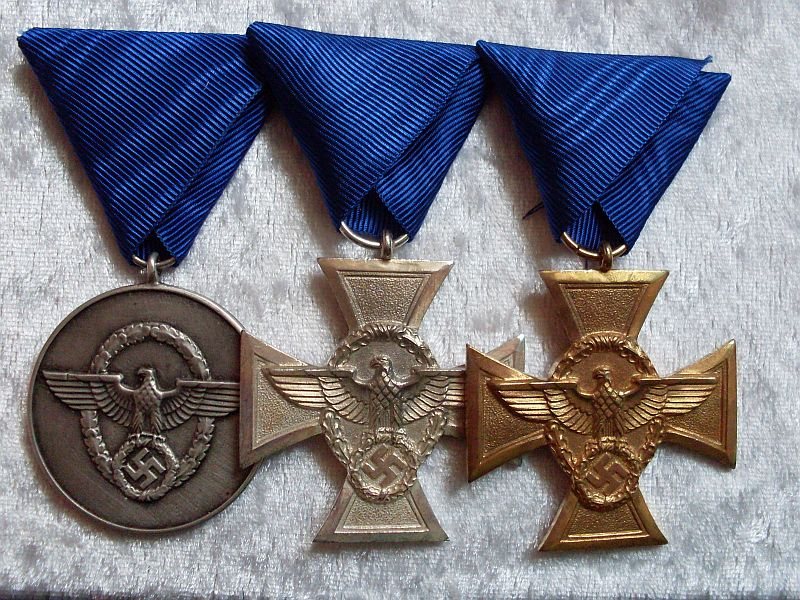
Die drei Stufen Polizei-Dienstauszeichnung (1938), wobei bei der 2. und 1. Stufe das eingewebte Hoheitszeichen der Polizei auf diesem nicht verwendeten Dreiecksband fehlt (Replik)

Vorschlagsliste zur Verleihung der Polizei-Dienstauszeichnung

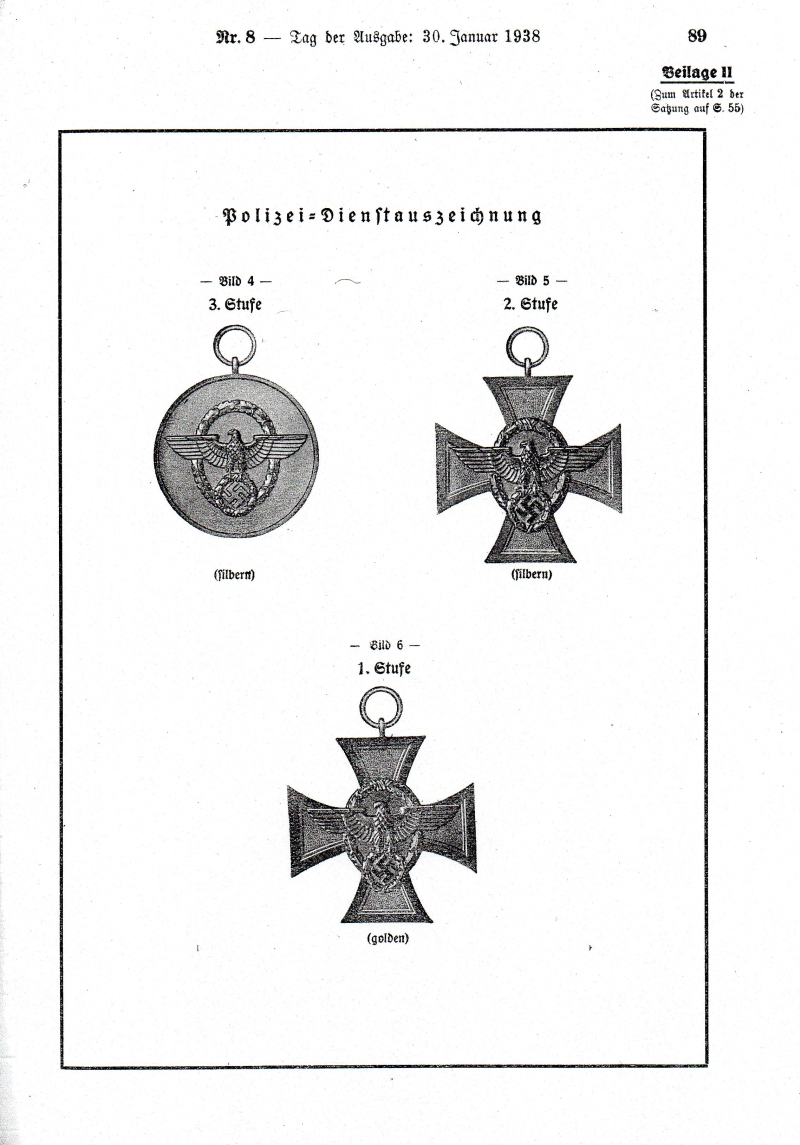
Anlage zur Polizei-Dienstauszeichnung mit Darstellung der Auszeichnungen (Reichsgesetzblatt)

Darstellung Polizei-Dienstauszeichnung in der 57er Version

Die Polizei-Dienstauszeichnung (1938) war eine Dienstauszeichnung für alle Polizeivollzugsbeamten nach entsprechender vollendeter Dienstzeit von 8, 18 oder 25 Dienstjahren. Sie wurde per Verordnung vom 30. Januar 1938 von Adolf Hitler gestiftet. Die gesetzliche Grundlage findet sich im Reichsgesetzblatt vom 30. Januar 1938 (Nr. 8, Seiten 55, 56), deren voller Wortlaut war:

## Verordnung über die Stiftung der Polizei-Dienstauszeichnung
Aus Anlass der fünften Wiederkehr des Tages der nationalen Erhebung stifte ich als Anerkennung für treue Dienste in der Polizei die Polizei-Dienstauszeichnung. Die Einzelheiten bestimmt die Satzung. Berlin, den 30. Januar 1938. Der Führer und Reichskanzler Adolf Hitler, Der Reichsminister des Innern Frick.

## Satzung der Polizei-Dienstauszeichnung
- Artikel 1
  - Zweck der Dienstauszeichnung: Die Polizei-Dienstauszeichnung ist eine Anerkennung für langjährige treue Dienstleistung als Polizeivollzugsbeamter.
- Artikel 2
  - Einteilung der Dienstauszeichnung: Die Polizei-Dienstauszeichnung wird in drei Stufen verliehen:
    - für achtjährige treue Dienstleistung die 3. Stufe,
    - für 18-jährige treue Dienstleistung die 2. Stufe,
    - für 25-jährige treue Dienstleistung die 1. Stufe.
- Artikel 3
  - Form und Trageweise der Dienstauszeichnung: (1) Die Polizei-Dienstauszeichnung 3. Stufe ist eine runde, silberne Medaille, die auf der Vorderseite das Hoheitszeichen der Polizei in erhabener Prägung, auf der Rückseite die Umschrift: Für treue Dienste in der Polizei, in der Mitte die Zahl 8 zeigt. (2) Die Polizei-Dienstauszeichnung 2. Stufe ist ein silbernes Ordenskreuz, das in der Mitte das Hoheitszeichen der Polizei auf einem runden Mittelteil zeigt. (3) Die Polizei-Dienstauszeichnung 1. Stufe hat die gleiche Form wie die 2. Stufe, ist aber golden. (4) Die Dienstauszeichnung aller drei Stufen wird am kornblumenblauen Band auf der linken Brustseite getragen. (5) Das Band der 2. und 1. Stufe trägt das Hoheitszeichen der Polizei in der Farbe der betreffenden Dienstauszeichnung.
- Artikel 4
  - Durchführungsbestimmungen: Die Durchführungsbestimmungen werden von mir erlassen. Berlin, den 30. Januar 1938. Der Führer und Reichskanzler Adolf Hitler, Der Reichsminister des Innern Frick.

## Durchführungsverordnung
Auf Grund des § 7 des Gesetzes über Titel, Orden und Ehrenzeichen vom 1. Juli 1937 (Reichsgesetzblatt Teil I, Seite 725) und des Artikels 4 der Satzung der Polizei-Dienstauszeichnung vom 30. Januar 1938 (Reichsgesetzblatt Teil I, Seite 55) ordne ich an:
- § 1: Die Polizei-Dienstauszeichnung wird nur Polizeivollzugsbeamten im Sinne des Deutschen Polizeibeamtengesetzes vom 24. Juni 1937 (Reichsgesetzblatt Teil I, Seite 653) verliehen.
- § 2: Auf die Dienstzeit, deren Vollendung für die Verleihung der einzelnen Stufen der Polizei-Dienstauszeichnung nach Artikel 2 der Satzung jeweils erforderlich ist, werden angerechnet:
  - 1. die Wehrdienstzeit,
  - 2. jegliche Dienstzeit als Beamter,
  - 3. die Dienstzeiten, die nach der vorläufigen Durchführungsverordnung vom 26. Juli 1937 zum Deutschen Polizeibeamtengesetz (Reichsgesetzblatt Teil I, Seite 858), zu § 32, auf die im § 13 Abs. 2 Nr. 2 und 3 des Deutschen Polizeibeamtengesetzes genannte zwölfjährige Polizeidienstzeit anzurechnen sind.
- § 3: Für die Fertigung der Vorschlagslisten (§ 1 der Allgemeinen Durchführungsverordnung vom 30. Januar 1938 – Reichsgesetzblatt Teil I, Seite 63), ist das in der Anlage abgedruckte Muster zu verwenden.
- Berlin, den 30. Januar 1938. Der Führer und Reichskanzler Adolf Hitler, Der Reichsminister des Innern Frick.

## Sonstiges
Mit der Durchführungsbestimmung enden die gesetzlichen Grundlagen; bis 1945 sind dann keine weiteren Änderungen mehr vorgenommen worden. Die Polizei-Dienstauszeichnung konnte aber neben einer Dienstauszeichnung der Wehrmacht gleichrangig getragen werden. Laut Gesetz über Titel, Orden und Ehrenzeichen vom 26. Juli 1957 ist das Tragen der Auszeichnung in der Bundesrepublik Deutschland nur ohne nationalsozialistische Embleme gestattet.